# Eleições parlamentares europeias de 2004 no distrito de Lisboa
| Eleições parlamentares europeias de 2004 em Portugal Distritos: Aveiro \| Beja \| Braga \| Bragança \| Castelo Branco \| Coimbra \| Évora \| Faro \| Guarda \| Leiria \| Lisboa \| Portalegre \| Porto \| Santarém \| Setúbal \| Viana do Castelo \| Vila Real \| Viseu \| Açores \| Madeira \| Estrangeiro |

## Resultados por Concelho
Os resultados nos concelhos do Distrito de Lisboa foram os seguintes:

### Alenquer
| Partido                 | Partido                                         | Votos  | %               | +/-  |
| ----------------------- | ----------------------------------------------- | ------ | --------------- | ---- |
|                         | Partido Socialista                              | 6 360  | 50,96 / 100,00  | 0,77 |
|                         | Força Portugal                                  | 2 694  | 21,59 / 100,00  | 3,11 |
|                         | Coligação Democrática Unitária                  | 1 892  | 15,16 / 100,00  | 0,70 |
|                         | Bloco de Esquerda                               | 509    | 4,08 / 100,00   | 2,99 |
|                         | Partido Comunista dos Trabalhadores Portugueses | 228    | 1,83 / 100,00   | 0,33 |
|                         | Outros                                          | 368    | 2,93 / 100,00   |      |
| Votos Inválidos         | Votos Inválidos                                 | 429    | 3,44 / 100,00   | 0,01 |
| Total                   | Total                                           | 12 480 | 100,00 / 100,00 |      |
| Eleitorado/Participação | Eleitorado/Participação                         | 31 238 | 39,95 / 100,00  | 1,51 |

### Amadora
| Partido                 | Partido                                         | Votos   | %               | +/-  |
| ----------------------- | ----------------------------------------------- | ------- | --------------- | ---- |
|                         | Partido Socialista                              | 27 832  | 46,65 / 100,00  | 3,61 |
|                         | Força Portugal                                  | 14 000  | 23,47 / 100,00  | 5,99 |
|                         | Coligação Democrática Unitária                  | 8 624   | 14,46 / 100,00  | 3,61 |
|                         | Bloco de Esquerda                               | 4 459   | 7,47 / 100,00   | 4,32 |
|                         | Partido Comunista dos Trabalhadores Portugueses | 685     | 1,15 / 100,00   | 0,04 |
|                         | Outros                                          | 1 849   | 3,09 / 100,00   |      |
| Votos Inválidos         | Votos Inválidos                                 | 2 207   | 3,70 / 100,00   | 0,04 |
| Total                   | Total                                           | 59 656  | 100,00 / 100,00 |      |
| Eleitorado/Participação | Eleitorado/Participação                         | 143 031 | 41,71 / 100,00  | 0,39 |

### Arruda dos Vinhos
| Partido                 | Partido                                         | Votos | %               | +/-  |
| ----------------------- | ----------------------------------------------- | ----- | --------------- | ---- |
|                         | Partido Socialista                              | 1 519 | 48,36 / 100,00  | 1,66 |
|                         | Força Portugal                                  | 873   | 27,79 / 100,00  | 2,72 |
|                         | Coligação Democrática Unitária                  | 356   | 11,33 / 100,00  | 0,37 |
|                         | Bloco de Esquerda                               | 132   | 4,20 / 100,00   | 3,00 |
|                         | Partido Comunista dos Trabalhadores Portugueses | 42    | 1,34 / 100,00   | 0,66 |
|                         | Partido da Nova Democracia                      | 34    | 1,08 / 100,00   | Novo |
|                         | Outros                                          | 62    | 1,98 / 100,00   |      |
| Votos Inválidos         | Votos Inválidos                                 | 123   | 3,92 / 100,00   | 0,72 |
| Total                   | Total                                           | 3 141 | 100,00 / 100,00 |      |
| Eleitorado/Participação | Eleitorado/Participação                         | 8 116 | 38,70 / 100,00  | 2,24 |

### Azambuja
| Partido                 | Partido                                         | Votos  | %               | +/-  |
| ----------------------- | ----------------------------------------------- | ------ | --------------- | ---- |
|                         | Partido Socialista                              | 3 625  | 53,13 / 100,00  | 3,06 |
|                         | Força Portugal                                  | 1 277  | 18,72 / 100,00  | 4,79 |
|                         | Coligação Democrática Unitária                  | 994    | 14,57 / 100,00  | 2,68 |
|                         | Bloco de Esquerda                               | 354    | 5,19 / 100,00   | 3,45 |
|                         | Partido Comunista dos Trabalhadores Portugueses | 121    | 1,77 / 100,00   | 0,10 |
|                         | Outros                                          | 178    | 2,61 / 100,00   |      |
| Votos Inválidos         | Votos Inválidos                                 | 274    | 4,01 / 100,00   | 0,04 |
| Total                   | Total                                           | 6 823  | 100,00 / 100,00 |      |
| Eleitorado/Participação | Eleitorado/Participação                         | 16 757 | 40,72 / 100,00  | 0,64 |

### Cadaval
| Partido                 | Partido                        | Votos  | %               | +/-  |
| ----------------------- | ------------------------------ | ------ | --------------- | ---- |
|                         | Partido Socialista             | 2 145  | 46,69 / 100,00  | 2,08 |
|                         | Força Portugal                 | 1 722  | 37,48 / 100,00  | 2,99 |
|                         | Coligação Democrática Unitária | 216    | 4,70 / 100,00   | 0,48 |
|                         | Bloco de Esquerda              | 128    | 2,79 / 100,00   | 1,97 |
|                         | Outros                         | 190    | 4,13 / 100,00   |      |
| Votos Inválidos         | Votos Inválidos                | 193    | 4,20 / 100,00   | 0,65 |
| Total                   | Total                          | 4 594  | 100,00 / 100,00 |      |
| Eleitorado/Participação | Eleitorado/Participação        | 12 109 | 37,94 / 100,00  | 2,15 |

### Cascais
| Partido                 | Partido                        | Votos   | %               | +/-  |
| ----------------------- | ------------------------------ | ------- | --------------- | ---- |
|                         | Força Portugal                 | 21 732  | 38,15 / 100,00  | 3,95 |
|                         | Partido Socialista             | 21 558  | 37,85 / 100,00  | 0,26 |
|                         | Coligação Democrática Unitária | 4 785   | 8,40 / 100,00   | 2,21 |
|                         | Bloco de Esquerda              | 4 380   | 7,69 / 100,00   | 4,61 |
|                         | Partido da Nova Democracia     | 609     | 1,07 / 100,00   | Novo |
|                         | Outros                         | 1 757   | 3,09 / 100,00   |      |
| Votos Inválidos         | Votos Inválidos                | 2 139   | 3,75 / 100,00   | 0,13 |
| Total                   | Total                          | 56 960  | 100,00 / 100,00 |      |
| Eleitorado/Participação | Eleitorado/Participação        | 145 928 | 39,03 / 100,00  | 0,31 |

### Lisboa
| Partido                 | Partido                        | Votos   | %               | +/-  |
| ----------------------- | ------------------------------ | ------- | --------------- | ---- |
|                         | Partido Socialista             | 95 032  | 41,21 / 100,00  | 1,56 |
|                         | Força Portugal                 | 77 005  | 33,39 / 100,00  | 4,90 |
|                         | Coligação Democrática Unitária | 22 091  | 9,58 / 100,00   | 2,59 |
|                         | Bloco de Esquerda              | 19 493  | 8,45 / 100,00   | 4,42 |
|                         | Partido da Nova Democracia     | 2 430   | 1,05 / 100,00   | Novo |
|                         | Outros                         | 6 527   | 2,82 / 100,00   |      |
| Votos Inválidos         | Votos Inválidos                | 8 042   | 3,49 / 100,00   | 0,14 |
| Total                   | Total                          | 230 620 | 100,00 / 100,00 |      |
| Eleitorado/Participação | Eleitorado/Participação        | 545 716 | 42,26 / 100,00  | 0,41 |

### Loures
| Partido                 | Partido                                         | Votos   | %               | +/-  |
| ----------------------- | ----------------------------------------------- | ------- | --------------- | ---- |
|                         | Partido Socialista                              | 32 279  | 46,42 / 100,00  | 1,98 |
|                         | Força Portugal                                  | 14 918  | 21,45 / 100,00  | 5,00 |
|                         | Coligação Democrática Unitária                  | 12 004  | 17,26 / 100,00  | 2,10 |
|                         | Bloco de Esquerda                               | 4 382   | 6,30 / 100,00   | 3,64 |
|                         | Partido Comunista dos Trabalhadores Portugueses | 960     | 1,38 / 100,00   | 0,11 |
|                         | Outros                                          | 2 115   | 3,04 / 100,00   |      |
| Votos Inválidos         | Votos Inválidos                                 | 2 881   | 4,15 / 100,00   | 0,02 |
| Total                   | Total                                           | 69 539  | 100,00 / 100,00 |      |
| Eleitorado/Participação | Eleitorado/Participação                         | 159 391 | 43,63 / 100,00  | 1,07 |

### Lourinhã
| Partido                 | Partido                        | Votos  | %               | +/-  |
| ----------------------- | ------------------------------ | ------ | --------------- | ---- |
|                         | Força Portugal                 | 3 443  | 46,93 / 100,00  | 5,09 |
|                         | Partido Socialista             | 2 776  | 37,84 / 100,00  | 0,24 |
|                         | Bloco de Esquerda              | 229    | 3,12 / 100,00   | 2,12 |
|                         | Coligação Democrática Unitária | 196    | 2,67 / 100,00   | 0,10 |
|                         | Partido da Nova Democracia     | 79     | 1,08 / 100,00   | Novo |
|                         | Outros                         | 227    | 3,09 / 100,00   |      |
| Votos Inválidos         | Votos Inválidos                | 386    | 5,26 / 100,00   | 0,66 |
| Total                   | Total                          | 7 336  | 100,00 / 100,00 |      |
| Eleitorado/Participação | Eleitorado/Participação        | 19 864 | 36,93 / 100,00  | 1,92 |

### Mafra
| Partido                 | Partido                        | Votos  | %               | +/-  |
| ----------------------- | ------------------------------ | ------ | --------------- | ---- |
|                         | Partido Socialista             | 6 968  | 42,92 / 100,00  | 2,22 |
|                         | Força Portugal                 | 5 824  | 35,87 / 100,00  | 4,77 |
|                         | Coligação Democrática Unitária | 926    | 5,70 / 100,00   | 0,41 |
|                         | Bloco de Esquerda              | 887    | 5,46 / 100,00   | 4,01 |
|                         | Partido da Nova Democracia     | 200    | 1,23 / 100,00   | Novo |
|                         | Outros                         | 565    | 3,47 / 100,00   |      |
| Votos Inválidos         | Votos Inválidos                | 866    | 5,33 / 100,00   | 1,44 |
| Total                   | Total                          | 16 236 | 100,00 / 100,00 |      |
| Eleitorado/Participação | Eleitorado/Participação        | 41 678 | 38,96 / 100,00  | 0,52 |

### Odivelas
| Partido                 | Partido                                         | Votos   | %               | +/-  |
| ----------------------- | ----------------------------------------------- | ------- | --------------- | ---- |
|                         | Partido Socialista                              | 22 065  | 47,90 / 100,00  | 2,45 |
|                         | Força Portugal                                  | 11 253  | 24,43 / 100,00  | 6,52 |
|                         | Coligação Democrática Unitária                  | 5 548   | 12,04 / 100,00  | 2,36 |
|                         | Bloco de Esquerda                               | 3 214   | 6,98 / 100,00   | 4,35 |
|                         | Partido Comunista dos Trabalhadores Portugueses | 522     | 1,13 / 100,00   | 0,07 |
|                         | Outros                                          | 1 520   | 3,30 / 100,00   |      |
| Votos Inválidos         | Votos Inválidos                                 | 1 942   | 4,22 / 100,00   | 0,34 |
| Total                   | Total                                           | 46 064  | 100,00 / 100,00 |      |
| Eleitorado/Participação | Eleitorado/Participação                         | 110 630 | 41,64 / 100,00  | 0,76 |

### Oeiras
| Partido                 | Partido                        | Votos   | %               | +/-  |
| ----------------------- | ------------------------------ | ------- | --------------- | ---- |
|                         | Partido Socialista             | 23 902  | 39,91 / 100,00  | 1,04 |
|                         | Força Portugal                 | 19 678  | 32,85 / 100,00  | 5,38 |
|                         | Bloco de Esquerda              | 5 821   | 9,72 / 100,00   | 5,32 |
|                         | Coligação Democrática Unitária | 5 761   | 9,62 / 100,00   | 2,88 |
|                         | Partido da Nova Democracia     | 690     | 1,15 / 100,00   | Novo |
|                         | Outros                         | 1 613   | 2,69 / 100,00   |      |
| Votos Inválidos         | Votos Inválidos                | 2 431   | 4,06 / 100,00   | 0,34 |
| Total                   | Total                          | 59 896  | 100,00 / 100,00 |      |
| Eleitorado/Participação | Eleitorado/Participação        | 135 157 | 44,32 / 100,00  | 0,24 |

### Sintra
| Partido                 | Partido                                         | Votos   | %               | +/-     |
| ----------------------- | ----------------------------------------------- | ------- | --------------- | ------- |
|                         | Partido Socialista                              | 46 533  | 46,09 / 100,00  | 1,48    |
|                         | Força Portugal                                  | 25 748  | 25,50 / 100,00  | 5,48    |
|                         | Coligação Democrática Unitária                  | 11 531  | 11,42 / 100,00  | 3,14    |
|                         | Bloco de Esquerda                               | 8 396   | 8,32 / 100,00   | 5,19    |
|                         | Partido Comunista dos Trabalhadores Portugueses | 1 053   | 1,04 / 100,00   | 0,06    |
|                         | Partido da Nova Democracia                      | 1 037   | 1,03 / 100,00   | Novo    |
|                         | Outros                                          | 2 433   | 2,41 / 100,00   |         |
| Votos Inválidos         | Votos Inválidos                                 | 4 230   | 4,19 / 100,00   | Estável |
| Total                   | Total                                           | 100 961 | 100,00 / 100,00 |         |
| Eleitorado/Participação | Eleitorado/Participação                         | 261 141 | 38,66 / 100,00  | 0,19    |

### Sobral de Monte Agraço
| Partido                 | Partido                                         | Votos | %               | +/-  |
| ----------------------- | ----------------------------------------------- | ----- | --------------- | ---- |
|                         | Partido Socialista                              | 1 041 | 41,29 / 100,00  | 0,43 |
|                         | Coligação Democrática Unitária                  | 583   | 23,13 / 100,00  | 0,81 |
|                         | Força Portugal                                  | 501   | 19,87 / 100,00  | 3,87 |
|                         | Bloco de Esquerda                               | 127   | 5,04 / 100,00   | 3,36 |
|                         | Partido Comunista dos Trabalhadores Portugueses | 62    | 2,46 / 100,00   | 0,27 |
|                         | Partido da Nova Democracia                      | 26    | 1,03 / 100,00   | Novo |
|                         | Partido Popular Monárquico                      | 26    | 1,03 / 100,00   | 0,17 |
|                         | Outros                                          | 49    | 1,94 / 100,00   |      |
| Votos Inválidos         | Votos Inválidos                                 | 106   | 4,20 / 100,00   | 0,26 |
| Total                   | Total                                           | 2 521 | 100,00 / 100,00 |      |
| Eleitorado/Participação | Eleitorado/Participação                         | 6 977 | 36,13 / 100,00  | 2,95 |

### Torres Vedras
| Partido                 | Partido                                         | Votos  | %               | +/-  |
| ----------------------- | ----------------------------------------------- | ------ | --------------- | ---- |
|                         | Partido Socialista                              | 10 150 | 45,43 / 100,00  | 0,31 |
|                         | Força Portugal                                  | 7 347  | 32,89 / 100,00  | 4,56 |
|                         | Coligação Democrática Unitária                  | 1 995  | 8,93 / 100,00   | 1,51 |
|                         | Bloco de Esquerda                               | 1 037  | 4,64 / 100,00   | 3,08 |
|                         | Partido Comunista dos Trabalhadores Portugueses | 228    | 1,02 / 100,00   | 0,12 |
|                         | Outros                                          | 691    | 3,10 / 100,00   |      |
| Votos Inválidos         | Votos Inválidos                                 | 892    | 3,99 / 100,00   | 0,86 |
| Total                   | Total                                           | 22 340 | 100,00 / 100,00 |      |
| Eleitorado/Participação | Eleitorado/Participação                         | 59 621 | 37,47 / 100,00  | 1,06 |

### Vila Franca de Xira
| Partido                 | Partido                                         | Votos  | %               | +/-  |
| ----------------------- | ----------------------------------------------- | ------ | --------------- | ---- |
|                         | Partido Socialista                              | 19 120 | 48,33 / 100,00  | 1,89 |
|                         | Coligação Democrática Unitária                  | 7 930  | 20,04 / 100,00  | 3,64 |
|                         | Força Portugal                                  | 6 906  | 17,46 / 100,00  | 3,69 |
|                         | Bloco de Esquerda                               | 2 689  | 6,80 / 100,00   | 4,43 |
|                         | Partido Comunista dos Trabalhadores Portugueses | 517    | 1,31 / 100,00   | 0,07 |
|                         | Outros                                          | 983    | 2,48 / 100,00   |      |
| Votos Inválidos         | Votos Inválidos                                 | 1 419  | 3,58 / 100,00   | 0,38 |
| Total                   | Total                                           | 39 564 | 100,00 / 100,00 |      |
| Eleitorado/Participação | Eleitorado/Participação                         | 97 613 | 40,53 / 100,00  | 1,65 |